# Byske kooperativa handelsförening
Byske kooperativa handelsförening var en konsumentförening i Byske med butiker i Byske socken.
Den första konsumentföreningen i Byske socken var Byske Handels-Aktiebolag som grundades 1869 och upphörde 1880. En annan kortlivad föregångare till Byske kooperativa var Kooperativa föreningen Enighet som grundats 1907 och försattes i konkurs 1909.
Byske kooperativa handelsförening bildades den 16 maj 1915 i Byske. En filial i Furuögrund/Furuön öppnade 1919. År 1921 hade föreningen 449 medlemmar och en försäljning på 503 000 kronor i dess tre butiker. Den var således länets näst största konsumtionsförening efter Skellefteå kooperativa handelsförening som bara var något större. År 1924 etablerades en filial i Drängsmark.
Konsumtionsföreningen Renholmen grundades i Renholmen år 1916. År 1925 etablerade föreningen en filial i Åbyn. Därefter brann affären i Renholmen ner och föreningens verksamhet övertogs av Svenska hushållsföreningen som uppförde en ny lokal. År 1931 uppgick Renholmens konsumtionsförening i Byskeföreningen.
År 1935 kunde man konstatera filialer i Åbyn, Drängsmarksby, Furuön, Fällfors, Frostkåge, Renholmen, Ålundsby och Östanbäck. Vid föreningens 30-årsjubileum 1945 hade man filialer i Åbyn, Båtvik, Drängsmark, Furuön, Finnträsk, Fällfors, Frostkåge, Gagsmark, Hednäs, Lillkågeträsk, Myrheden, Norrlångträsk, Renholmen, Storbränna, Tåme, Ålund och Östanbäck.
Byske kooperativa uppgick 1965 i Konsum Skellefteå. Den föreningen uppgick några år senare i Konsum Västerbotten som år 1994 uppgick i Konsum Nord. Coop Nord hade 2024 fortfarande butik i Byske, men andra orter där Byske kooperativa funnits hade man lämnat. De mer långlivade var Fällfors som lades ner 2005 och Ålund som lades ner 2012.